# Bataille des Vosges (Seconde Guerre mondiale)
Pour les articles homonymes, voir Bataille des Vosges.
Seconde Guerre mondiale
La bataille des Vosges et d'Alsace est une bataille de la Seconde Guerre mondiale qui eut lieu de septembre 1944 à février 1945.
Elle opposa des troupes américaines et françaises aux troupes allemandes. Intervenant après la jonction des forces alliées débarquées en Normandie et celles débarquées en Provence, les Vosges marquent la première vraie résistance allemande en France à l'avancée alliée après l'effondrement du front normand.
Venant de Normandie, ce sont les troupes américaines à la suite du général Patton (3e armée américaine) dont la 2e division blindée (2e DB) du général Leclerc.
Pour celles débarquées en Provence, il s'agit des hommes du général de Lattre de Tassigny (1re division française libre (1re DFL) du général Brosset, 9e division d'infanterie coloniale (9e DIC) du général Magnant à la poursuite de la 19e armée (19. Armee) du général Wiese.
À la suite de la jonction (12 septembre, lieutenant Ève Curie à Montbard), le 14 septembre, la 7e armée américaine passe du commandement du front Méditerranée (général Wilson) sous commandement direct d'Eisenhower et du SHAEF.
Le 6e groupe d'armées des États-Unis du général Devers est créé comprenant la 7e armée américaine du général Patch) et l'armée B du général de Lattre qui le 25 septembre devient la 1re armée française, s'affranchissant ainsi de la tutelle de la 7e armée américaine.

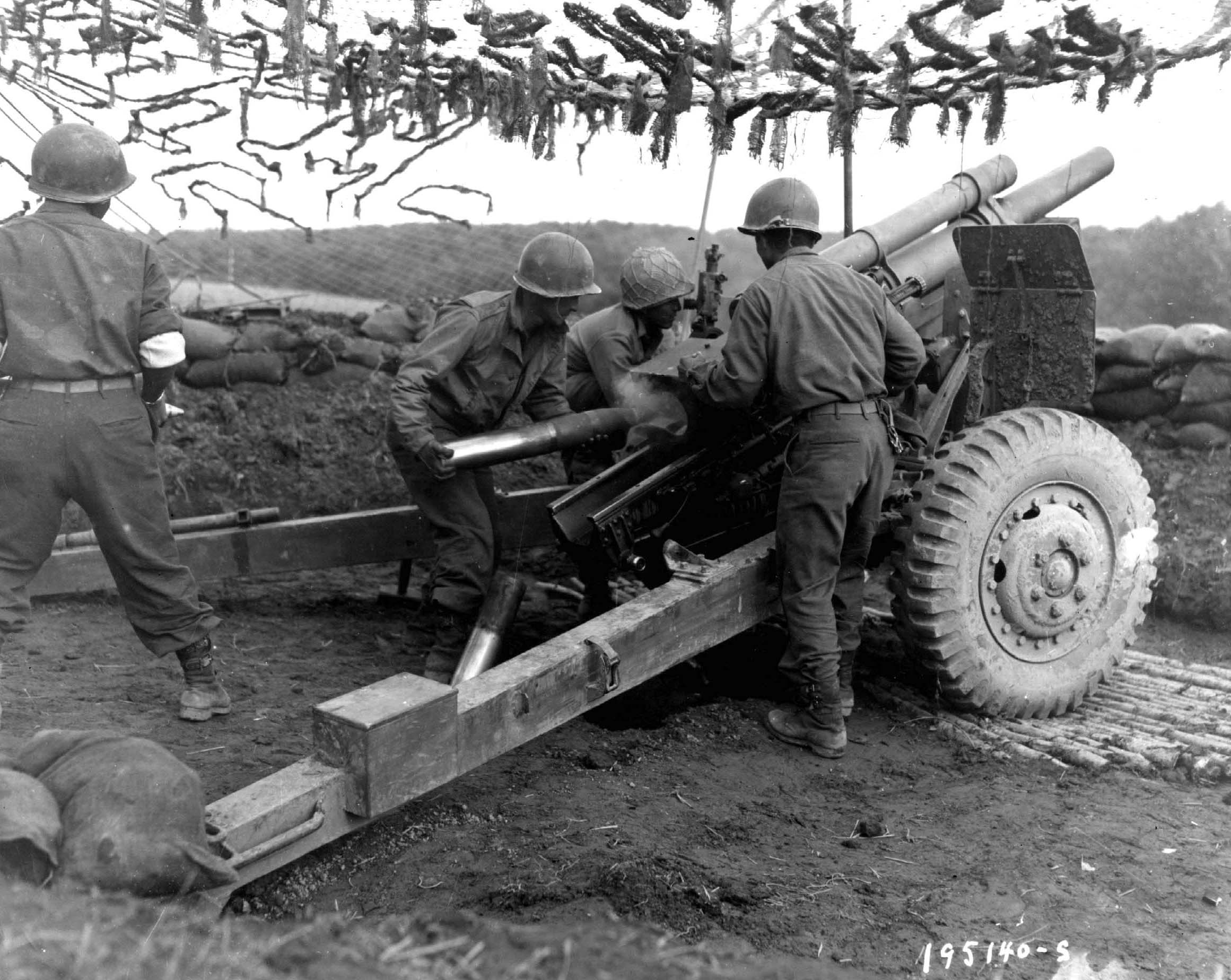
Le 552e, artillerie américaine près de Bruyères.

L'armée allemande, harcelée par les FFI et par l’avance de la 7e armée américaine et de la 1re armée française, s’était réorganisée sur les défenses naturelles du massif des Vosges, au pied et sur la route des Crêtes ce qui explique les difficultés de l'avancée des armées alliées qui marque une stabilisation, l'approvisionnement en essence étant en outre majoritairement déployé sur le front britannique voire un blocage sur Gérardmer : les Allemands espéraient y tenir l'hiver.
La situation du côté français marque une rupture et une baisse du moral pour plusieurs raisons :
- la réorganisation : à cause de la jonction (fusion des flancs) mais aussi pour gérer les disparités d'origine entre les « africains » de Koufra et ceux de Vichy, ceux de Londres ou des maquis ;
- un changement radical de rythme qui fait suite à la remontée rapide de la vallée du Rhône ;
- le « blanchissement » des unités : remplacement des troupes coloniales par des locaux à la fois à cause de la dureté du climat qui s'annonce mais aussi pour des raisons politiques ;
- des problèmes de logistique (manque d'équipement, vêtements, chaussures et disparités entre les unités anciennes et celles nouvellement formées) ;
- mais aussi la baisse de la solde (retenue pour impôt cédulaire).

Les troupes françaises restent de fait séparées comme pour les deux débarquements. La 2e DB est avec la 7e armée américaine. Ils sont au nord de la 7e armée américaine qui se tient au-dessus d'une ligne ondulant entre Épinal, Bruyères, Fraize d'une part et Remiremont, Gérardmer, la Schlucht, tenue par la 3e DIA de la 1re armée française d'autre part. Cette ligne est plus ou moins le pendant de la limite entre les zones d'opération de la 5e Panzer-Armee au nord et de la 19e armée au sud.
Sous les ordres du général Monsabert qui a libéré Marseille, la 3e division d'infanterie algérienne (3e DIA) du général Guillaume est au nord du dispositif, suivie des 2e et 3e groupements de tabors marocains GTM qui s'étant illustrés en particulier lors de la bataille des Monts Aurunci et redoutés des unités allemandes. L'objectif est le col de la Schlucht.
Il est couvert sur son flanc sud par la 1re division blindée (1re DB) du général du Vigier) renforcé de paras et d'unité FFI visant le Thillot et les cols d'Oderen et de Bussang.
Le 4 octobre, la poussée vers le Thillot est un échec alors que le 7e régiment d'infanterie des États-Unis qui gardait le flanc nord de la 3e DIA sous Le Tholy s'est retiré vers Remiremont sans avertir les Français.
La reste est une suite d'attaques laborieuses, de nettoyages et de contre-attaques dans les forêts et les vallées étroites, dans des conditions climatiques exécrables, alors que la route des crêtes est encore loin. La 7e armée américaine ne cesse de se déporter vers le nord à la suite de la 3e armée américaine obligeant à étirer les lignes et affaiblissant ses attaques, rendant vulnérable le flanc gauche de la 3e DIA  lorsqu'elle avance.
Le sacrifice des tirailleurs et des goumiers le long du ruisseau de Basse-sur-le-Rupt (hameau de Presles) est commémoré au col de la Croix des Moinats par un monument. Celui-ci se situe à proximité du lieu d'anéantissement du maquis de la Piquante Pierre quelques semaines auparavant.
Enfin le 14 octobre, la 3e DIA est sur la tête des Cerfs, en vue de la ligne des crêtes, mais l'effort reste énorme.
En limite de la Haute-Saône, à Château-Lambert, le 1er bataillon de zouaves est aussi à la peine.
Entre deux, à Cornimont, l'assaut du 6e RTM avec son échelon muletier (500 mulets) sur le Haut du Faing position-clé de la Winterlinie, rappelle à certain 1915,,. Les trains de mulets ont fait leurs preuves dans les pentes du Garlaban et de l'Étoile à Marseille, mais si la neige est une autre chose, ce sont eux qui transporteront blessés et munitions dans les pentes abruptes au rythme étonnant de 200 par jour.
Au nord, côté américain, la situation n'est pas meilleure pour la 7e armée américaine, le commandement préférant porter les efforts sur la trouée de Saverne avec la 3e armée américaine et l'opération Dogface, les Vosges sont délaissée au prix d'une avance lente et de pertes importantes pour les unités (épisode du bataillon perdu et du sacrifice des nisei du 442e Regimental Combat Team (RCT) lors de la bataille de Bruyères).
La 45e division d'infanterie des États-Unis est vers Rambervillers sur un axe entre Saint-Dié et la Vologne.
La 36e division d'infanterie des États-Unis est sur l'axe de la Vologne (du 1er au 14 octobre : 5km pour 85 tués et 115 disparus).
La 3e division d'infanterie des États-Unis progresse vers Le Tholy.
Le 17 octobre, l'opération Vosges est suspendue par de Lattre qui retire les éléments de complément du 2e corps qui reste seul pour tenir le temps que les percées se fassent au sud ou au nord (Saverne). 
Saint-Dié au nord ne sera libéré que le 23 novembre, en même temps que Strasbourg.
Le parallèle est étonnant entre ces troupes indigènes (tirailleurs, GTM, etc.), un peu oubliés de l'histoire et le sacrifice des nisei (Japonais) du 442e Regimental Combat Team que l'on appelle pudiquement les Hawaïens. Les deux ont participé à la bataille de Monte Cassino, le 442e Regimental Combat Team y a été décimé, à la suite de quoi 100e bataillon d'infanterie l'a rejoint.
Les différentes batailles et le nombre impressionnant de munitions utilisées rendront de nombreuses forêts inexploitable pour les scieries de la région en raison des éclats métalliques ce qui poussera l'ONF à créer à Bruyères une scierie spéciale pour les bois mitraillés .